# International Electrotechnical Vocabulary
Den internationella elektrotekniska ordlistan - International Electrotechnical Vocabulary (IEV) – är framtagen för att främja den globala standardiseringen av terminologin inom området elektroteknik, elektronik och telekommunikation. Den utvecklas av IEC:s tekniska kommitté TC 1 (Terminologi) och publiceras som såväl standarder i IEC 60050-serien och online som Electropedia. Electropediadatabasen innehåller termer och definitioner på engelska och franska för mer än 22 000 begrepp samt termer på upp till 18 andra språk.
I Sverige bevakar SEK Svensk Elstandards kommitté TK 1 arbetet inom IEC TC 1.

## Struktur
Ordboksposterna (termer och definitioner) är kategoriserade i nio klasser, som grupperar ordlistan i olika ämnesområden. Namnen på klasserna är följande::34
- Klass 1: Allmänna begrepp
- Klass 2: Material
- Klass 3: Mätning, automatisk styrning
- Klass 4: Elektrisk utrustning/Elmateriel
- Klass 5: Elektronisk utrustning
- Klass 6: Generering, överföring och distribution av energi
- Klass 7: Informations- och kommunikationsteknik
- Klass 8: Särskilda tillämpningar
- Klass 9: Standardisering och tillhörande aktiviteter

Klasserna är indelade i enskilda specialämnen som benämns IEV-delar. Dessa är markerade med ett tresiffrigt nummer (PPP). Delarna är indelade i avsnitt, som har ett tvåsiffrigt nummer (SS). I varje avsnitt listas ämnesvis sorterade IEV-poster, som i allmänhet också har ett tvåsiffrigt nummer (EE). IEV-nummer följer mönstret PPP-SS-EE för varje terminologiskt ämne och sammanhang.

## Utveckling av IEV till Electropedia

### Historik
Vid det första mötet med Internationella elektrotekniska kommissionens (IEC) råd i oktober 1908, hänvisade AJ Balfour (senare Lord Balfour) till det stora värdet av det arbete som IEC skulle göra för att förena den elektrotekniska terminologin. Den första rådgivande kommittén (de rådgivande kommittéerna var föregångare till dagens tekniska kommittéer) grundades 1910 och hade till uppgift att harmonisera den elektrotekniska nomenklaturen. År 1914 hade IEC upprättat en första förteckning över termer och definitioner som omfattade elektriska maskiner och annan utrustning, en förteckning med internationella bokstavssymboler för kvantiteter och beteckningar på storheter, en förteckning över definitioner i avseende hydrauliska turbiner. Därutöver hade IEC upprättat ett antal definitioner och rekommendationer gällande roterande maskiner och transformatorer. Fyra tekniska kommittéer hade bildats för att ta itu med nomenklatur, symboler och klassificering av elektriska maskiner.

### Första utgåvan av IEV
År 1927 enades medlemmarna i IEC om systemet för klassificering av ordboksposterna i grupper och sektioner, systemet för numrering av termer och definitioner och den ungefärliga omfattningen av IEV. Den första utgåvan av IEV publicerades 1938 med 2000 termer och definitioner på engelska och franska samt termer på tyska, italienska, spanska och esperanto. Det var resultatet av ett tålmodigt arbete under 28 år.

### IEV växer och publiceras på internet: Electropedia
Sedan 1938 har omfattningen av IEV utökats i takt med expansionen av den elektrotekniska industrin, även om syftet med IEV förblir oförändrat – att ge exakta, korta och korrekta definitioner av internationellt accepterade begrepp inom området elektroteknik, elektronik och telekommunikation.
Antalet IEC tekniska kommittéer är 2023 fler än 200 och det finns mer än 22 000 ordboksposter (termer och definitioner) i IEV, omfattande över 80 ämnesområden. Termerna och definitionerna finns på engelska och franska. Motsvarande termer finns angivna på arabiska, kinesiska, tjeckiska, nederländska, finska, tyska, italienska, japanska, koreanska, mongoliska, norska (bokmål och nynorsk), polska, portugisiska, ryska, serbiska, slovenska, spanska och svenska (omfattningen varierar beroende på ämnesområde). Traditionellt har IEV utvecklats och publicerats som en serie internationella standarder, ursprungligen under beteckningen IEC 50, men senare omnumrerat till IEC 60050, där varje del av standarden omfattar ett givet teknikområde, t.ex. kretsteori, elinstallationer, arbete med spänning och elektrobiologi. Onlineversionen av IEV, känd som Electropedia, lanserades den 2 april 2007.

### Electropedia blir en databasstandard
Då IEV är en samling objekt som hanteras i en databas passar den utmärkt att administrera under IEC:s databasprocedur. I  en databas på internet utvärderar och validerar en arbetsgrupp förslag att justera innehållet i databasen. Ändringar kan omfatta tillägg eller raderingar, justeringar (redaktionella eller tekniska) eller enkla korrigeringar och kan omfatta en eller flera ordboksposter i databasen. Databasproceduren omfattar de insamlings- och valideringsprocedurer som även gäller för den övriga standardiseringen inom IEC, men möjliggör en snabbare hantering än IEC:s.